# Wymiar pudełkowy
Wymiar pudełkowy (objętościowy, pojemnościowy) – uogólnienie intuicyjnego pojęcia wymiaru, zdefiniowane przez Andrieja Kołmogorowa.
Pozwala on na obliczanie wymiaru dla zbiorów, dla których ustalenie wymiaru drogą nieformalną nie jest sprawą oczywistą (np. dla zbioru Cantora). Jest on oparty na koncepcji zliczania ilości tzw. „pudełek”, którymi pokrywa się badany zbiór.

## Potrzebne oznaczenia i definicja
Niech {\displaystyle A} będzie podzbiorem {\displaystyle n}-wymiarowej przestrzeni euklidesowej (np. dla {\displaystyle n=2{:}} płaszczyzny). Niech ponadto {\displaystyle A} będzie zwarty i niepusty.
Oznaczmy przez {\displaystyle I(\varepsilon )}

rodzinę wszystkich {\displaystyle n}-wymiarowych kostek domkniętych o krawędzi {\displaystyle \varepsilon .} Elementy rodziny
{\displaystyle I(\varepsilon )} nazywać będziemy pudełkami (skąd pochodzi nazwa wymiaru). Niech dalej
{\displaystyle N(\varepsilon )} oznacza najmniejszą możliwą liczbę pudełek potrzebnych do pokrycia zbioru
{\displaystyle A{:}}
{\displaystyle N(\varepsilon )=\min\{\#J\colon \;A\subseteq \bigcup J\;,\quad J\subseteq I(\varepsilon )\,\},}
gdzie {\displaystyle \#J} oznacza liczność (moc) zbioru {\displaystyle J.}
I tak na przykład przedział {\displaystyle [0,1]} można pokryć minimalnie dwoma kostkami z rodziny {\displaystyle I\left({\frac {1}{2}}\right),} czyli np. {\displaystyle [0,1]\subseteq \left[0,{\frac {1}{2}}\right]\cup \left[{\frac {1}{2}},1\right].} Można to zrobić także większą liczbą kostek o takim promieniu, natomiast nie można mniejszą. Stąd gdy {\displaystyle A=[0,1],} to {\displaystyle N\left({\frac {1}{2}}\right)=2.}
Wymiarem pudełkowym {\displaystyle d} zbioru {\displaystyle A} nazywamy granicę
{\displaystyle d=\lim \limits _{\varepsilon \to 0}{\frac {\log N(\varepsilon )}{\log(1/\varepsilon )}},}
gdzie symbol {\displaystyle N(\varepsilon )} należy zrozumieć tak jak napisano wyżej.
Powyższa granica jest dobrze określona, co wynika ze zwartości zbioru {\displaystyle A.}

## Przykład obliczeniowy
Wygodnym sposobem obliczania wymiaru dwuwymiarowego zbioru {\displaystyle A} jest przedstawienie go na siatce, której oczka mają rozmiar {\displaystyle \varepsilon ,} a następnie zliczanie, ile oczek siatki potrzeba do pokrycia zbioru. Niemniej w przykładzie niektórych fraktali wystarczy wziąć pod uwagę sposób, w jaki są one tworzone, sprowadza się to wtedy do wymiaru samopodobieństwa.
Przykładowo, zbiór Cantora powstaje w wyniku iteracji. Na każdym jej kroku zbiór dzieli się na dwa mniejsze, a każdy z tych nowo utworzonych zbiorów jest trzykrotnie mniejszy, niż zbioru z poprzedniego etapu procesu. Stąd, jeśli przyjmiemy {\displaystyle \varepsilon =\left({\frac {1}{3}}\right)^{n}} (gdzie {\displaystyle n} oznacza etap konstrukcji zbioru), to otrzymamy {\displaystyle N(\varepsilon )=2^{n}.}
Możemy więc napisać
{\displaystyle d=\lim \limits _{n\to \infty }{\frac {\log 2^{n}}{\log 3^{n}}}={\frac {\log 2}{\log 3}}\approx 0{,}631.}
Widać stąd, że wymiar zbioru Cantora nie jest liczbą całkowitą.